# Jouravli
Jouravli (en russe « Журавли », Les Grues) est une chanson soviétique sur la Seconde Guerre mondiale composée en 1968 et sortie en 1969.
Les paroles ont été écrites en avar par le poète Rassoul Gamzatov après une visite à Hiroshima où il est impressionné par le Parc du Mémorial de la Paix de Hiroshima et par le  monument à Sadako Sasaki. La mémoire des grues en papier confectionnées par la petite fille le hante pendant des mois et lui inspire les premiers vers de son poème. Le poème parait pour la première fois dans Novy Mir.
Ce poème est traduit en russe par le poète Naoum Grebnev (ru), puis est adapté en chanson par le compositeur Yan Frenkel. Cette chanson interprétée par le crooner Mark Bernes lui assure un immense succès, et de nombreuses reprises dans les décennies suivantes. Elle devient l'une des chansons russes les plus connues sur la Seconde Guerre mondiale.

## Thème
Les grues symbolisent les âmes des soldats morts pendant la guerre. 
avar
Дида ккола, рагъда, камурал васал

Кирго рукъун гьечӀин, къанабакь лъечӀин.

Доба борхалъуда хъахӀил зобазда

ХъахӀал къункърабазде сверун ратилин.
russe
Мне кажется порою, что солдаты,

С кровавых не пришедшие полей,

Не в землю нашу полегли когда-то,

А превратились в белых журавлей…
français
Il me semble parfois, que les soldats,

Qui ne sont pas revenus des champs sanglants,

Ne gisent pas sous notre terre en fait,

Mais se sont transformés en grues blanches…